# Velîkîi Hai, Novhorod-Siverskîi
Velîkîi Hai (în ucraineană Великий Гай) este un sat în comuna Bucikî din raionul Novhorod-Siverskîi, regiunea Cernihiv, Ucraina.

## Demografie
Componența lingvistică a localității Velîkîi Hai
     Rusă (94,44%)
     Ucraineană (5,56%)
Conform recensământului din 2001, majoritatea populației localității Velîkîi Hai era vorbitoare de rusă (94,44%), existând în minoritate și vorbitori de ucraineană (5,56%).